# Fußballclub Carl Zeiss Jena 2010-2011
Questa voce raccoglie le informazioni riguardanti il Fußballclub Carl Zeiss Jena nelle competizioni ufficiali della stagione 2010-2011.

## Stagione
Nella stagione 2010-2011 il Carl Zeiss Jena, allenato da Jürgen Raab, Wolfgang Frank e Heiko Weber, concluse il campionato di 3. Liga al 15º posto.

## Rosa
| N. |                     | Ruolo | Calciatore       |
| -- | ------------------- | ----- | ---------------- |
| 1  | Germania (bandiera) | P     | Carsten Nulle    |
| 2  | Germania (bandiera) | D     | André Schmidt    |
| 3  | Germania (bandiera) | D     | Philipp Röppnack |
| 3  | Germania (bandiera) | D     | Alexander Voigt  |
| 4  | Germania (bandiera) | C     | Eugen Bopp       |
| 5  | Croazia (bandiera)  | C     | Josip Landeka    |
| 6  | Turchia (bandiera)  | A     | Aykut Öztürk     |
| 7  | Germania (bandiera) | C     | Torsten Ziegner  |
| 8  | Germania (bandiera) | D     | Ralf Schmidt     |
| 10 | Curaçao (bandiera)  | A     | Orlando Smeekes  |
| 11 | Germania (bandiera) | A     | Sebastian Hähnge |
| 12 | Germania (bandiera) | P     | Alexander Moritz |
| 13 | Germania (bandiera) | D     | Benjamin Fuß     |
| 14 | Germania (bandiera) | D     | Marco Riemer     |
| 15 | Germania (bandiera) | C     | Sören Eismann    |
| 15 | Germania (bandiera) | C     | Richard Kolitsch |
| 16 | Germania (bandiera) | D     | Denis Osadchenko |
| 17 | Germania (bandiera) | D     | Timo Nagy        |
| 18 | Germania (bandiera) | D     | Tim Wuttke       |

| N. |                       | Ruolo | Calciatore        |
| -- | --------------------- | ----- | ----------------- |
| 19 | Germania (bandiera)   | C     | Davy Frick        |
| 20 | Germania (bandiera)   | A     | Exauce Mayombo    |
| 21 | Germania (bandiera)   | C     | Jens Truckenbrod  |
| 22 | Germania (bandiera)   | D     | Felix Holzner     |
| 23 | Germania (bandiera)   | A     | Martin Ullmann    |
| 24 | Germania (bandiera)   | A     | Christian Reimann |
| 25 | Germania (bandiera)   | P     | Patrick Siefkes   |
| 26 | Zambia (bandiera)     | D     | Moses Sichone     |
| 27 | Germania (bandiera)   | C     | Ronny Nikol       |
| 29 | Germania (bandiera)   | A     | Sebastian Fries   |
| 30 | Germania (bandiera)   | C     | René Eckardt      |
| 30 | Germania (bandiera)   | C     | Kevin Grob        |
| 32 | Germania (bandiera)   | C     | André Luge        |
| 33 | Germania (bandiera)   | P     | Tobias Antoni     |
| 35 | Germania (bandiera)   | P     | Steven Braunsdorf |
| 36 | Germania (bandiera)   | C     | Hayri Sevimli     |
| 37 | Costa Rica (bandiera) | D     | Felicio Brown     |
| 38 | Germania (bandiera)   | A     | Nils Pichinot     |

## Organigramma societario
Area tecnica
- Allenatore: Heiko Weber
- Allenatore in seconda: Mark Zimmermann
- Preparatore dei portieri: Stefan Fleischhauer
- Preparatori atletici:

## Calciomercato

### Sessione estiva
| Acquisti | Acquisti          | Acquisti            | Acquisti |
| R.       | Nome              | da                  | Modalità |
| -------- | ----------------- | ------------------- | -------- |
| A        | Sebastian Fries   | Carl Zeiss Jena U17 |          |
| A        | Tobias Kurbjuweit | BFC Dynamo          |          |
| C        | Josip Landeka     | Wehen Wiesbaden     |          |
| P        | Alexander Moritz  | RB Lipsia           |          |
| C        | Ronny Nikol       | Dinamo Dresda       |          |
| A        | Christian Reimann | RB Lipsia           |          |
| D        | Moses Sichone     | Paphos FC           |          |
| D        | Alexander Voigt   | FSV Francoforte     |          |

| Cessioni | Cessioni                 | Cessioni               | Cessioni |
| R.       | Nome                     | a                      | Modalità |
| -------- | ------------------------ | ---------------------- | -------- |
| C        | Patrick Amrhein          | Eintracht Braunschweig |          |
| A        | Soufian Benyamina        | Stoccarda II           |          |
| C        | Sören Eismann            | Carl Zeiss Jena II     |          |
| C        | Michael Gardawski        | Stoccarda II           |          |
| A        | Melvin Holwijn           | Telstar                |          |
| A        | Stefan Kolb              | Greuther Fürth         |          |
| C        | Stefan Kühne             | Preußen Münster        |          |
| D        | Quido Lanzaat            | Wehen Wiesbaden        |          |
| D        | Assani Lukimya-Mulongoti | Fortuna Düsseldorf     |          |
| D        | Tim Petersen             | Oldenburg              |          |
| C        | Jan-André Sievers        | Sandhausen             |          |
| C        | Carsten Sträßer          | Chemnitz               |          |

### Sessione invernale
| Acquisti | Acquisti      | Acquisti       | Acquisti |
| R.       | Nome          | da             | Modalità |
| -------- | ------------- | -------------- | -------- |
| A        | Nils Pichinot | St. Pauli      |          |
| D        | Felicio Brown | Norimberga     |          |
| C        | Eugen Bopp    | Portsmouth (R) |          |

| Cessioni | Cessioni          | Cessioni | Cessioni |
| R.       | Nome              | a        | Modalità |
| -------- | ----------------- | -------- | -------- |
| A        | Tobias Kurbjuweit | Chemnitz |          |

## Risultati

### 3. Liga

#### Girone di andata
| Arbitro: | Kunzmann |

|                       |           |          |
| Hähnge 6’ Ziegner 74’ | Marcatori | 34’ Weil |

| Arbitro: | Meyer |

|                          |           |  |
| Müller 34’ Gundersen 53’ | Marcatori |  |

| Arbitro: | Cortus |

|  |           |                                                                 |
|  | Marcatori | 6’ Fuchs 10’ Sieger 20’, 71’ Özbek 47’ Zydko 66’ Grgić 83’ Otto |

| Arbitro: | Schalk |

|  |           |                         |
|  | Marcatori | 12’ Reimann 57’ Sichone |

| Arbitro: | Seemann |

|                |           |          |
| Kurbjuweit 83’ | Marcatori | 10’ Haas |

| Arbitro: | Blos |

|                     |           |            |
| Barg 54’ Janjić 60’ | Marcatori | 77’ Hähnge |

| Arbitro: | Steinberg |

|             |           |                              |
| Reimann 64’ | Marcatori | 26’ Schweinsteiger 40’ Temür |

| Arbitro: | Bandurski |

|                          |           |  |
| Wölk 27’ Taylor 41’, 76’ | Marcatori |  |

| Jena 22 settembre 2010, ore 18:30 CEST 9ª giornata | Carl Zeiss Jena | 0 – 0 referto | Aalen | Ernst-Abbe-Sportfeld (4 285 spett.)\| Arbitro: \| Osmers \| |
| Arbitro:                                           | Osmers          |               |       |                                                             |

| Arbitro: | Zwayer |

|                                          |           |             |
| Pfingsten-Reddig 15’ (rig.) Weidlich 78’ | Marcatori | 20’ Landeka |

| Arbitro: | Perl |

|            |           |                                          |
| Hähnge 74’ | Marcatori | 9’ Jänicke 32’, 87’ von Walsleben-Schied |

| Arbitro: | Dittrich |

|                |           |  |
| Cannizzaro 34’ | Marcatori |  |

| Arbitro: | Dietz |

|             |           |            |
| Landeka 13’ | Marcatori | 41’ Krisch |

| Arbitro: | Willenborg |

|                |           |             |
| Amachaibou 22’ | Marcatori | 85’ Reimann |

| Jena 6 novembre 2010, ore 14:00 CET 15ª giornata | Carl Zeiss Jena | 0 – 0 referto | Babelsberg | Ernst-Abbe-Sportfeld (4 114 spett.)\| Arbitro: \| Benedum \| |
| Arbitro:                                         | Benedum         |               |            |                                                              |

| Arbitro: | Glasmacher |

|                         |           |                                           |
| Cappek 11’ Agyemang 71’ | Marcatori | 2’ Truckenbrod 23’ Kurbjuweit 90’ Reimann |

| Arbitro: | Petersen |

|            |           |  |
| Hähnge 11’ | Marcatori |  |

| Arbitro: | Dietz |

|                                                              |           |  |
| Kumbela 26’, 59’ Calamita 41’ Kruppke 50’, 82’ Bellarabi 56’ | Marcatori |  |

| Arbitro: | Osmers |

|                     |           |             |
| Bičakčić 47’ (aut.) | Marcatori | 68’ Rathgeb |

#### Girone di ritorno
| Arbitro: | Valentin |

|                              |           |  |
| Schnatterer 55’ Aupperle 88’ | Marcatori |  |

| Arbitro: | Drees |

|            |           |  |
| Hähnge 83’ | Marcatori |  |

| Arbitro: | Aarnink |

|                |           |                            |
| Zimmermann 38’ | Marcatori | 9’, 51’ Hähnge 65’ Ullmann |

| Arbitro: | Beitinger |

|                                 |           |  |
| Riemer 44’ Öztürk 61’ Brown 88’ | Marcatori |  |

| Arbitro: | Steinhaus-Webb |

|                      |           |                  |
| Wohlfarth 66’ (rig.) | Marcatori | 36’, 42’ Ullmann |

| Arbitro: | Glasmacher |

|                   |           |  |
| Öztürk 77’ (rig.) | Marcatori |  |

| Ratisbona 26 marzo 2011, ore 14:00 CET 26ª giornata | Jahn Ratisbona | 0 – 0 referto | Carl Zeiss Jena | Jahnstadion (3 086 spett.)\| Arbitro: \| Steinberg \| |
| Arbitro:                                            | Steinberg      |               |                 |                                                       |

| Arbitro: | Gorniak |

|                                   |           |                             |
| Smeekes 8’, 52’ (rig.) Hähnge 58’ | Marcatori | 24’ Vržogić 28’, 43’ Taylor |

| Arbitro: | Dittrich |

|                              |           |             |
| Fink 54’ (rig.) Grüttner 84’ | Marcatori | 81’ Reimann |

| Arbitro: | Rafati |

|             |           |                           |
| Ullmann 58’ | Marcatori | 31’ Zedi 85’, 88’ Drexler |

| Arbitro: | Thielert |

|                                |           |           |
| Jänicke 61’ Landeka 67’ (aut.) | Marcatori | 73’ Voigt |

| Arbitro: | Achmüller |

|                |           |                           |
| Brown 29’, 87’ | Marcatori | 12’ Kittner 18’ Steegmann |

| Brema 9 aprile 2011, ore 14:00 CEST 32ª giornata | Werder Brema II | 0 – 0 referto | Carl Zeiss Jena | Weserstadion - Platz 11 (876 spett.)\| Arbitro: \| Thomsen \| |
| Arbitro:                                         | Thomsen         |               |                 |                                                               |

| Arbitro: | Benedum |

|                  |           |                         |
| Nikol 36’ (rig.) | Marcatori | 19’ Hain 30’ Amachaibou |

| Arbitro: | Osmers |

|                                         |           |                  |
| Koçer 11’, 41’ Makarenko 28’ Herrem 87’ | Marcatori | 52’ (rig.) Nikol |

| Arbitro: | Kunzmann |

|             |           |  |
| Eckardt 83’ | Marcatori |  |

| Arbitro: | Sippel |

|  |           |                          |
|  | Marcatori | 48’ Pichinot 90’ Eckardt |

| Arbitro: | Dittrich |

|                        |           |                         |
| Smeekes 21’ Hähnge 39’ | Marcatori | 17’ Kumbela 27’ Vrančić |

| Arbitro: | Cortus |

|                                       |           |                        |
| Holzhauser 54’ Vier 58’ Vecchione 81’ | Marcatori | 33’, 68’ (rig.) Öztürk |

## Statistiche

### Statistiche di squadra
| Competizione | Punti | In casa | In casa | In casa | In casa | In casa | In casa | In trasferta | In trasferta | In trasferta | In trasferta | In trasferta | In trasferta | Totale | Totale | Totale | Totale | Totale | Totale | DR  |
| Competizione | Punti | G       | V       | N       | P       | Gf      | Gs      | G            | V            | N            | P            | Gf           | Gs           | G      | V      | N      | P      | Gf     | Gs     | DR  |
| ------------ | ----- | ------- | ------- | ------- | ------- | ------- | ------- | ------------ | ------------ | ------------ | ------------ | ------------ | ------------ | ------ | ------ | ------ | ------ | ------ | ------ | --- |
| 3. Liga      | 44    | 19      | 6       | 8       | 5       | 23      | 28      | 19           | 5            | 3            | 11           | 20           | 34           | 38     | 11     | 11     | 16     | 43     | 62     | -19 |
| Totale       | 44    | 19      | 6       | 8       | 5       | 23      | 28      | 19           | 5            | 3            | 11           | 20           | 34           | 38     | 11     | 11     | 16     | 43     | 62     | -19 |

### Andamento in campionato
| Giornata  | 1 | 2  | 3  | 4 | 5  | 6  | 7  | 8  | 9  | 10 | 11 | 12 | 13 | 14 | 15 | 16 | 17 | 18 | 19 | 20 | 21 | 22 | 23 | 24 | 25 | 26 | 27 | 28 | 29 | 30 | 31 | 32 | 33 | 34 | 35 | 36 | 37 | 38 |
| --------- | - | -- | -- | - | -- | -- | -- | -- | -- | -- | -- | -- | -- | -- | -- | -- | -- | -- | -- | -- | -- | -- | -- | -- | -- | -- | -- | -- | -- | -- | -- | -- | -- | -- | -- | -- | -- | -- |
| Luogo     | C | T  | C  | T | C  | T  | C  | T  | C  | T  | C  | T  | C  | T  | C  | T  | C  | T  | C  | T  | C  | T  | C  | T  | C  | T  | C  | T  | C  | T  | C  | T  | C  | T  | C  | T  | C  | T  |
| Risultato | V | P  | P  | V | N  | P  | P  | P  | N  | P  | P  | P  | N  | N  | N  | V  | V  | P  | N  | P  | V  | V  | V  | V  | V  | N  | N  | P  | P  | P  | N  | N  | P  | P  | V  | V  | N  | P  |
| Posizione | 5 | 11 | 13 | 9 | 11 | 13 | 14 | 16 | 16 | 17 | 17 | 18 | 18 | 18 | 19 | 18 | 16 | 17 | 18 | 16 | 18 | 14 | 13 | 11 | 10 | 10 | 11 | 11 | 13 | 14 | 14 | 14 | 15 | 15 | 15 | 15 | 15 | 15 |

Legenda:

Luogo: C = Casa; T = Trasferta. Risultato: V = Vittoria; N = Pareggio; P = Sconfitta.

### Statistiche dei giocatori
!! colspan="4" | Totale

| Giocatore      | 3. Liga T. Antoni | 3. Liga T. Antoni | 3. Liga T. Antoni | 3. Liga T. Antoni | 0        | 0    | 0           | 0          |
| Giocatore      | Presenze          | Reti              | Ammonizioni       | Espulsioni        | Presenze | Reti | Ammonizioni | Espulsioni |
| E. Bopp        | 16                | 0                 | 3                 | 0                 |          |      |             |            |
| S. Braunsdorf  | 0                 | 0                 | 0                 | 0                 |          |      |             |            |
| F. Brown       | 15                | 3                 | 2                 | 0                 |          |      |             |            |
| R. Eckardt     | 8                 | 2                 | 0                 | 0                 |          |      |             |            |
| S. Eismann     | 27                | 0                 | 7                 | 0                 |          |      |             |            |
| D. Frick       | 1                 | 0                 | 0                 | 0                 |          |      |             |            |
| S. Fries       | 3                 | 0                 | 0                 | 0                 |          |      |             |            |
| B. Fuß         | 1                 | 0                 | 0                 | 0                 |          |      |             |            |
| K. Grob        | 1                 | 0                 | 0                 | 0                 |          |      |             |            |
| F. Holzner     | 5                 | 0                 | 2                 | 0                 |          |      |             |            |
| S. Hähnge      | 36                | 9                 | 2                 | 0                 |          |      |             |            |
| R. Kolitsch    | 0                 | 0                 | 0                 | 0                 |          |      |             |            |
| T. Kurbjuweit  | 18                | 2                 | 4                 | 0                 |          |      |             |            |
| J. Landeka     | 31                | 2                 | 8                 | 0                 |          |      |             |            |
| A. Luge        | 10                | 0                 | 1                 | 0                 |          |      |             |            |
| E. Mayombo     | 8                 | 0                 | 0                 | 0                 |          |      |             |            |
| A. Moritz      | 0                 | 0                 | 0                 | 0                 |          |      |             |            |
| T. Nagy        | 2                 | 0                 | 0                 | 0                 |          |      |             |            |
| R. Nikol       | 36                | 2                 | 1                 | 0                 |          |      |             |            |
| C. Nulle       | 34                | 0                 | 1                 | 0                 |          |      |             |            |
| D. Osadchenko  | 2                 | 0                 | 0                 | 0                 |          |      |             |            |
| N. Pichinot    | 10                | 1                 | 1                 | 0                 |          |      |             |            |
| C. Reimann     | 26                | 5                 | 2                 | 0                 |          |      |             |            |
| M. Riemer      | 31                | 1                 | 2                 | 0                 |          |      |             |            |
| P. Röppnack    | 1                 | 0                 | 0                 | 0                 |          |      |             |            |
| A. Schmidt     | 0                 | 0                 | 0                 | 0                 |          |      |             |            |
| R. Schmidt     | 34                | 0                 | 7                 | 0                 |          |      |             |            |
| H. Sevimli     | 1                 | 0                 | 0                 | 0                 |          |      |             |            |
| M. Sichone     | 19                | 1                 | 5                 | 0                 |          |      |             |            |
| P. Siefkes     | 4                 | 0                 | 1                 | 0                 |          |      |             |            |
| O. Smeekes     | 29                | 3                 | 3                 | 1                 |          |      |             |            |
| J. Truckenbrod | 30                | 1                 | 2                 | 0                 |          |      |             |            |
| M. Ullmann     | 19                | 4                 | 1                 | 0                 |          |      |             |            |
| A. Voigt       | 32                | 1                 | 9                 | 0                 |          |      |             |            |
| T. Wuttke      | 3                 | 0                 | 1                 | 0                 |          |      |             |            |
| T. Ziegner     | 22                | 1                 | 4                 | 0                 |          |      |             |            |
| A. Öztürk      | 16                | 4                 | 3                 | 0                 |          |      |             |            |